# Acrisure体育场
Acrisure体育场（英語：Acrisure Stadium），2022年前名为亨氏球場（英語：Heinz Field），是座落在美国宾夕法尼亚州匹兹堡的体育场。该体育场于2001年竣工，为NCAA匹兹堡黑豹和NFL匹兹堡钢人美式橄榄球队主场。2001年，总部位于当地的亨氏获得冠名权，2022年冠名权到期后未续约。现冠名为密西根州的Acrisure保险公司。

## 历史
1970年到2000年间，匹兹堡钢人美式橄榄球队和匹茲堡海盜棒球队共用三河体育场。1990年代中期，当地计划分别新建一座美式橄榄球场和棒球场。1999年起，两座体育场在三河体育场两侧分别开建。2001年2月，三河体育场爆破拆卸。同年3月，棒球场PNC球場啟用，8月美式橄榄球场亨氏球場啟用。
2001年8月18日，亨氏球場启用后举行的首场活动为超級男孩演唱会。该球場的首场体育比赛为2001年8月25日匹兹堡钢人对阵底特律雄狮的NFL季前赛，匹兹堡以20-7的比分获胜。首场正式体育比赛为2001年9月1日匹兹堡大学对阵东田纳西州立大学的NCAA美式橄榄球常规赛，匹兹堡以31-0的比分获胜。匹兹堡钢人队的首场主场比赛原定于9月16日举行，因九一一袭击事件推迟到10月7日，在赛前，体育场大屏幕直播了乔治·沃克·布什下令进攻阿富汗伊斯兰酋长国的讲话。
2021年1月，亨氏在冠名权即将到期时续约一年。2022年，亨氏不再续约冠名权，密西根州的Acrisure保险公司购买了冠名权，自2022年7月起体育场更名为Acrisure体育场。

## 活动
除了匹兹堡黑豹和钢人的美式橄榄球比赛外，该体育场还举办了一系列其他赛事或者活动。
- 2011年NHL冬季经典赛[11]
- 电影《黑暗騎士：黎明昇起》拍摄地之一[12]
- 女子美式橄榄球联盟（英语：Women's Football Alliance）2012年全国冠军赛[13]
- 各类演唱会
- 2014年國際冠軍盃：AC米蘭对阵曼城[14]
- 2018年國際冠軍盃：多特蒙德对阵本菲卡